# Montaos
Montaos (llamada oficialmente Santa Cruz de Montaos) es una parroquia española del municipio de Órdenes, en la provincia de La Coruña, Galicia.

## Entidades de población
Entidades de población que forman parte de la parroquia:
- Albariña (A Albariña)
- Carrás (Os Carrás)
- Castrelo
- Costa (A Costa)
- Chan (O Chan)
- Fosado
- Guindiboo (Guindibó)
- Iglesia (A Igrexa)
- Piñeiro (O Piñeiro)
- Porta dos Condes
- Queis
- Sobreira (A Sobreira)
- Vixide

## Demografía
| Gráfica de evolución demográfica de Montaos entre 2000 y 2019 |
|                                                               |
| Datos según el nomenclátor publicado por el INE.              |